# Maksymilian Hauschild
Maksymilian Hauschild, właśc. Max (Maxim) Hauschild, Max Schildau (ur. 19 kwietnia 1888 w Berlinie, zm. bd.) – niemiecki aktor, reżyser, scenarzysta oraz producent filmowy.

## Życiorys
Działalność filmową rozpoczynał w Berlinie oraz w Wolnym Mieście Gdańsku, reżyserując w latach 1918–1921 dla Ebert & Co. GmbH oraz pod własnym nazwiskiem. W 1921 roku, najprawdopodobniej w wyniku wydanego przez niemiecką cenzurę zakazu rozpowszechniania filmu Gesindel der Nacht, przeniósł się do Bydgoszczy. Tu założył wytwórnię filmową "Polonia-Film", mieszczącą się przy ul. Dworcowej 35/37, działającą do grudnia 1923 roku. Przedsiębiorstwo wyprodukowało cztery filmy fabularne, z czego jeden – Ostatni człowiek z 1922 roku – powstał w oparciu o wcześniejszy scenariusz produkcji niemieckiej (Der letzte Mensch z 1921 roku). Zdjęcia były kręcone m.in. w Bydgoszczy (okolice Wieży Bismarcka), Włocławku oraz Krakowie. Obsadę – obok samego Hauschilda i jego żony Lii Fein – stanowili aktorzy bydgoskiego Teatru Miejskiego, wśród których był m.in. Franciszek Brodniewicz.
Po 1923 roku powrócił do Berlina, gdzie w latach 1924–1925 nakręcił przynajmniej dwa filmy, z czego obraz pt. Leichtsinn und Liebe z 1925 roku był niemiecką wersją polskiego filmu Gabby złote łóżko z 1922 roku. Dalsze jego losy nie są znane.

## Filmografia

### Niemcy
- Arme Fee (1918) - reżyseria, scenariusz
- Materia - Club der Toten (1920) - reżyseria, scenariusz, obsada aktorska, produkcja
- Der letzte Mensch (1921) - reżyseria, scenariusz, obsada aktorska, produkcja
- Leichtsinn und Liebe (1925) - reżyseria, scenariusz, obsada aktorska, produkcja
- Insulinde (1924-1925) - reżyseria

### Wolne Miasto Gdańsk
- Gesindel der Nacht (1921) - reżyseria

### Polska
- Car Dymitr Samozwaniec (1921) - reżyseria, obsada aktorska (Nieznajomy)
- Ostatni człowiek (1922) - reżyseria, obsada aktorska
- Gabby złote łóżko (1922) - reżyseria, scenariusz, obsada aktorska
- Diabelski most (1922) - reżyseria, obsada aktorska